# Semana Santa en Mataró
La Semana Santa en Mataró representa la Pasión de Jesucristo con conjuntos escultóricos que procesionan (pasos) por las calles de la ciudad, acompañados por penitentes y devotos. En ella se muestran diversos tipos de pasos, desde los de estilo andaluz hasta los propios, catalanes. Todas las cofradías y hermandades procesionan por sus barrios y, el Viernes Santo, se reúnen todos y procesionan por el centro en la Procesión General (Processó General).
Una de las principales características por la cual destaca esta Semana Santa, es la mezcla de las diferentes formas de realizar las procesiones, se mezclan 4 formas de llevar los tronos cosa no muy usual, puesto que en otras poblaciones como Hospitalet de Llobregat, son al estilo andaluz (con varal interior y/o exterior) y en Reus, sus cofradías son al estilo catalán y en su mayoría a tracción mecánica. Bien en Mataró encontramos el estilo Andaluz y Catalán, varal interior y/o exterior (Ntra. Señora de los Dolores, Ntro. Padre Jesús Cautivo, Ntra. Sra. de la Soledad), a trabajaderas (Ntro. Padre Jesús Nazareno, Ntra. Señora de la Esperanza, Coronación de Espinas), a tracción mecánica (Jesús orando en el Huerto, la Verónica, Santo Sepulcro) y en viacrucis (Santo Cristo de la Buena Muerte, Santo Cristo de la Purísima Sangre,...).

## Historia

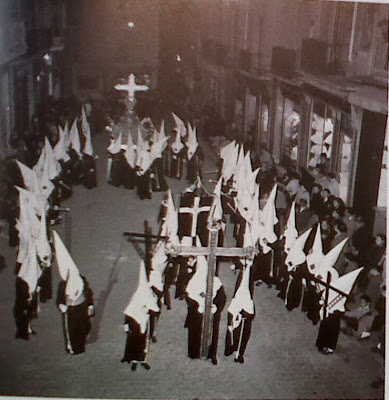
Virgen de la Soledad en Procesión (Mataró, 1952)

La historia del pasado siglo XX de nuestra Semana Santa nos lleva a pausas durante estos tiempos. La primera en la guerra civil española, este paro se prolongó hasta principios de los 40. Estas procesiones empezaron a entrar en decadencia a mediados de los 60, así que la iglesia la tomó como un acto "caducado" y que ya no debería realizarse más, así que en 1970 se programó la última procesión del Viernes Santo, ese año llovió, así que por tanto, la última procesión se realizó en 1969. 
Un grupo de seguidores y cofrades, no contento con la medida intentó procesionar las imágenes, pero no pudo ser y la iglesia local "guardó" las imágenes y no se pudo realizar. Tras varios años de disputas a mediados de los 80 (1983-1985), la iglesia cedió y dejó algunas de las imágenes, que se llevaron en procesión a la vecina localidad de San Andrés de Llavaneras y finalmente en 1986 se volvió a procesionar en la ciudad de Mataró.
Intensos fueron los años 1986-1992, donde las nuevas cofradías y hermandades se unieron a las reorganizadas y han trabajado desde entonces para poder llegar a tener la actual Semana Santa, una de las de más reciente reorganización de Cataluña y una de las más importantes.

## Viernes de Dolores

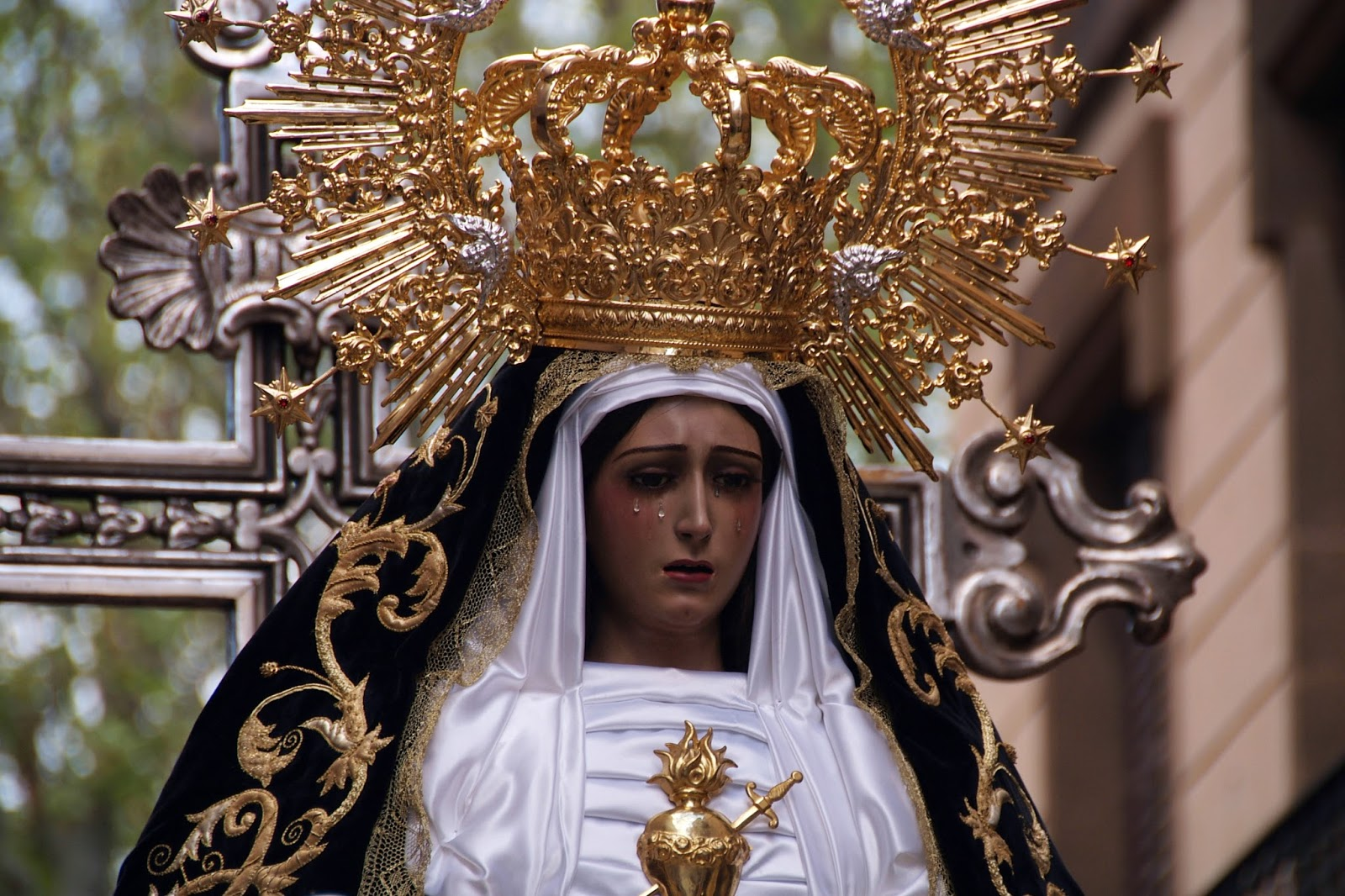
Nuestra Señora de los Dolores de Mataró (Viernes de Dolores).

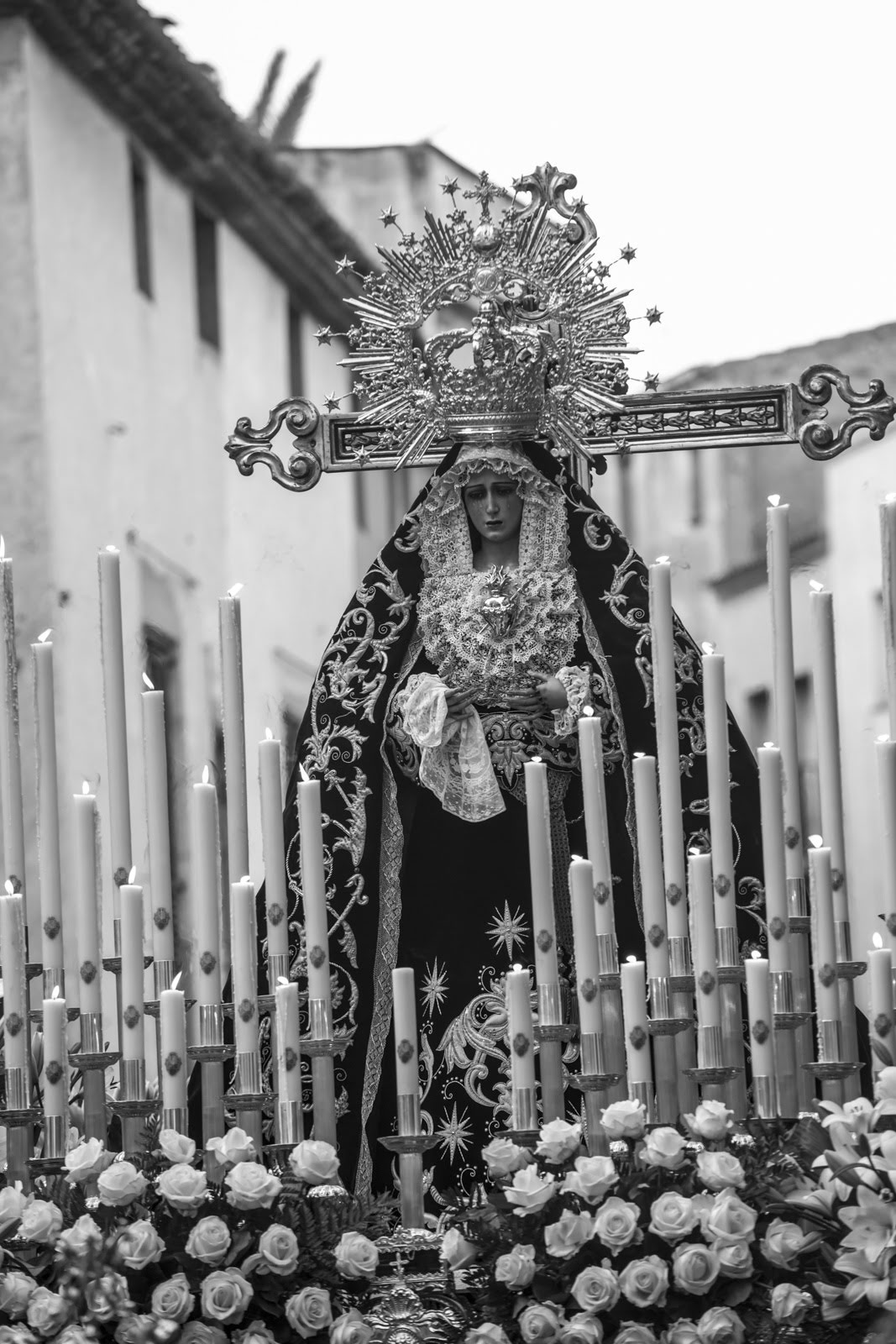
Nuestra Señora de los Dolores de Mataró en procesión durante el Viernes de Dolores.

La Semana Santa en Mataró, la abre el paso de María al Pie de la Cruz (o Virgen de los Dolores) de la Hermandad de Jesús Cautivo y Ntra. Señora de los Dolores, saliendo de su sede canónica en dirección a la casa hermandad, donde es recibida por gran parte del barrio. A diferencia del Viernes Santo, el paso procesiona sin palio y con una cruz. Este paso es portado por hombres y mujeres, aproximadamente uno 50.

## Domingo de Ramos

### Matinal de Saetas
A media mañana, arranca el llamado "Matinal de Saetas", en el barrio de Cerdanyola y organizado por la Hermandad de Ntro. Padre Jesús Nazareno y Ntra. Señora de la Esperanza, en este certamen también se incluye el pregón de Semana Santa. 

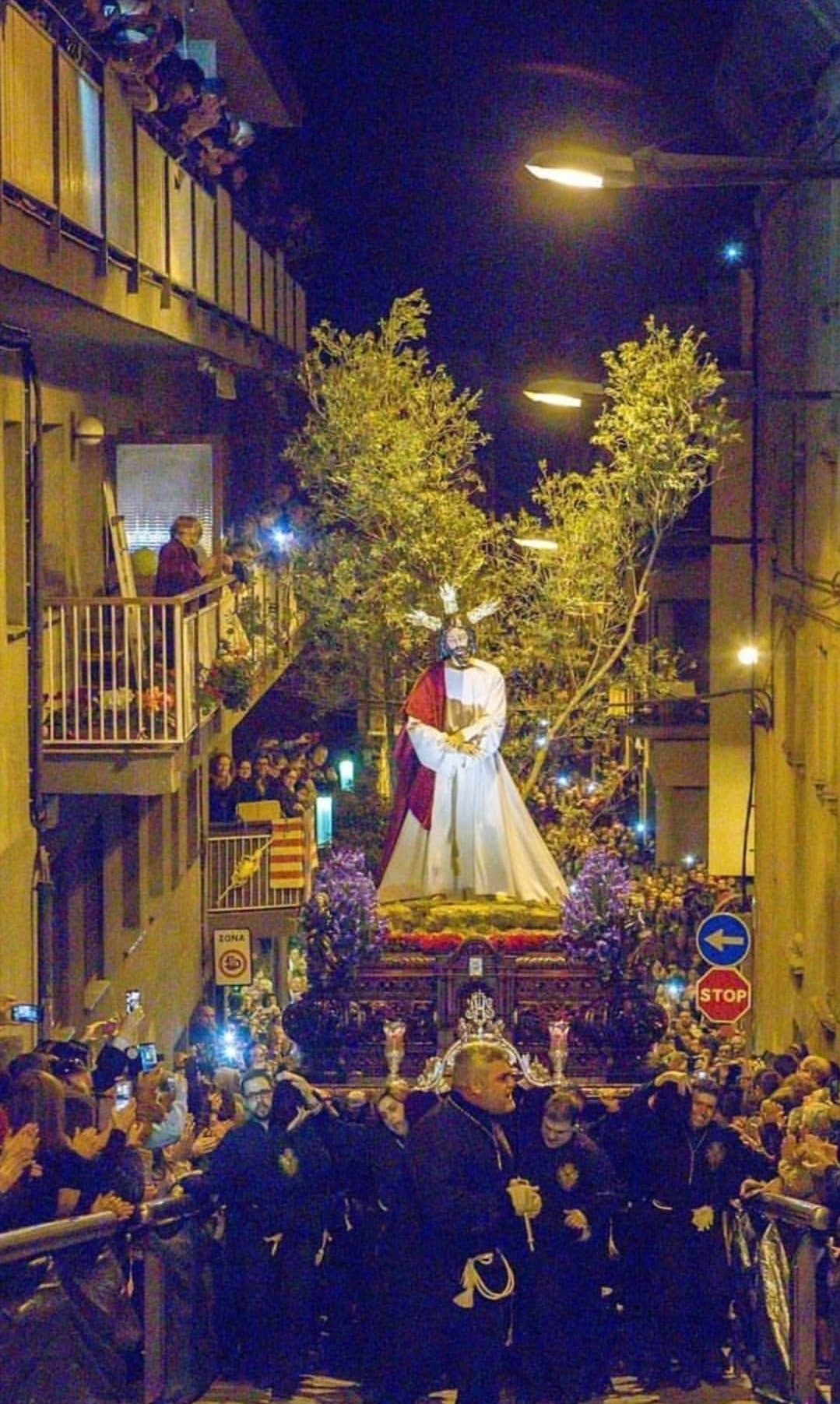
Nuestro Padre Jesús Cautivo subiendo 'La bajada de las escaleras' el Domingo de Ramos, el momento más esperado de toda la Semana Santa mataronina.

### Procesión del Prendimiento
A media tarde se escenifica la escena del prendimiento y, posteriormente, arranca la procesión del paso de Jesús Cautivo, de la Hermandad de Jesús Cautivo y Ntra. Señora de los Dolores, saliendo de su sede canónica y recorriendo las calles del centro. En esta procesión transcurre la "pujada de les escaletes", donde los hombres y mujeres de trono suben al Cristo a "gran velocidad" por una gran pendiente, acto que agrada y llama la atención a las personas que siguen la Estación de Penitencia, junto a la escenificación del prendimiento a la salida de la basílica. Procesiona junto Los Armados (els Armats), que hacen acto de presencia en varias estaciones de penitencia. El paso es cargado por 45 hombres/mujeres.
Ya llegando la noche, en el barrio de la "Llàntia", procesiona en Vía+Crucis el Cristo de la Agonía.

## Miércoles Santo
Procesiona por las calles del barrio de Cerdanyola un viacrucis de la Parroquia de María Auxiliadora.

## Jueves Santo

### Recogida de la Bandera
Los Armados (els Armats), recogen la bandera y desfilan por las calles de la ciudad, hasta llegar a la plaza del ayuntamiento donde hacen una exhibición, de ahí, parten hacia la basílica de Sta. María para poder participar en la llamada Noche del Silencio.

### Procesión de Jueves Santo, barrio de Cerdañola
Esta procesión fue nombrada popularmente en 2017 como la Noche Morada. 
Procesionan después del tradicional encuentro entre la Hermandad de Ntro. Padre Jesús Nazareno y Ntra. Señora de la Esperanza con la Cofradía de la Verónica ( que en 2017 no hizo salida procesional en su demarcación). Procesionan por las calles del barrio de Cerdañola, que forma parte de la demarcación parroquial de María Auxiliadora. En esta estación de penitencia, podemos ver tres tipos de pasos, la Verónica, de estilo catalán y tracción mecánica, el Nazareno, el único paso de la ciudad llevado por trabajaderas (siendo el primero de Cataluña), y la Virgen de la Esperanza, llevado al estilo malagueño mayoritariamente por mujeres.

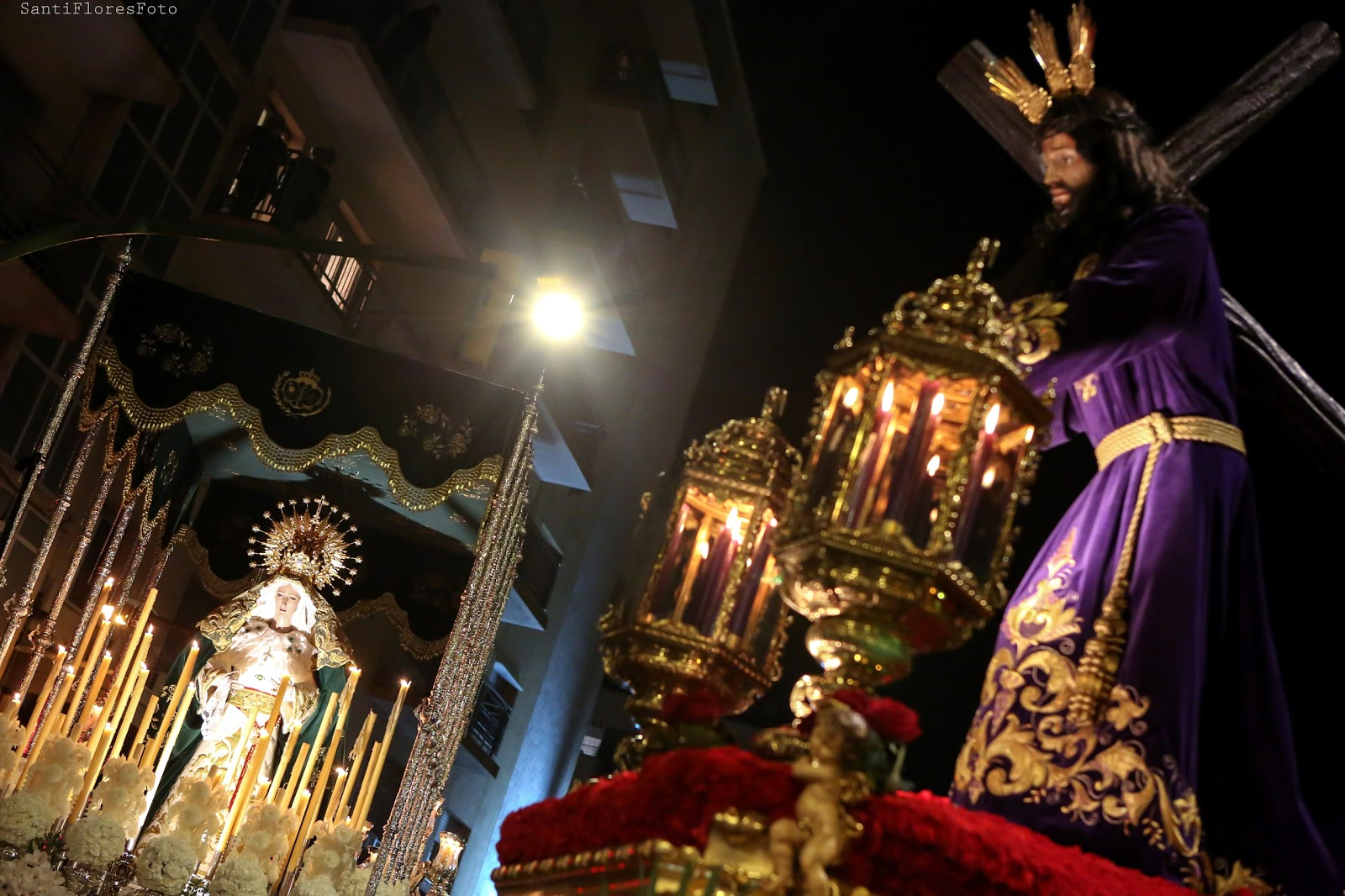
Jesús Nazareno y Virgen de la Esperanza en estación de penitencia (Jueves Santo)

A partir de 2017 empezó el acompañamiento por parte de la Agrupación Musical Costaleros de Castelldefels. 
Es una de las procesiones con estilo andaluz de la ciudad de Mataró y dónde toda la población devota al Nazareno, a la Esperanza, o los hijos de la inmigración de los 60 se vuelca y abarrota calles para vivir esta procesión.

### Procesión del Centro (Noche de Silencio)
La procesión que se produce por el centro de la ciudad, van acompañados de "LOS ARMADOS" ("ELS ARMATS"), Jesús Orando en el Huerto, La Coronación de Espinas y en el 2011 se recuperó la Venerable Congregación de los Dolores.

## Viernes Santo

### Procesión General
Discurre por el centro uno de los actos más importantes de esta Semana Santa, donde procesionan juntas todas las hermandades por el centro. En este día se realiza un encuentro en Plaza Santa María, realizado por la Hermandad de Ntro. Padre Jesús Cautivo y Ntra. Señora de los Dolores y otro encuentro realizado por la Hermandad de Ntro. Padre Jesús Nazareno y Ntra. Señora de la Esperanza en la plaza de Santa Ana, lugar donde acaba dicha estación de penitencia. 
Esta empieza desde la plaza Santa María frente a la basílica con el mismo nombre. No todas las hermandades salen directamente desde ahí, sino que algunas vienen desde distintos enclaves de la ciudad.

## Sábado de Gloria o Procesión del Silencio
Discurre la última estación de penitencia de la Semana Santa. Saliendo desde la iglesia de la Espezanza, la Virgen de la Soledad y el Santo Sepulcro. Es una larga procesión que finaliza en la casa hermandad donde el Santo Sepulcro acompaña a su madre a su casa hermandad pera luego volver a la suya.

## Cofradías y Hermandades

### Cofradía de Jesús Orando en el Huerto.
Sede Canónica: Parroquia del Sagrado Corazón.
Fundación: 1944.
Tronos:1.
Colores:      Capirote      TúnicaDías: Jueves Santo y Viernes Santo.
Predominio estilístico: Catalán.

### Hermandad de Jesús Cautivo y Nuestra Señora de los Dolores.
Sede Canónica: Basílica Santa María.

Fundación: 1986. 
Tronos: 2.

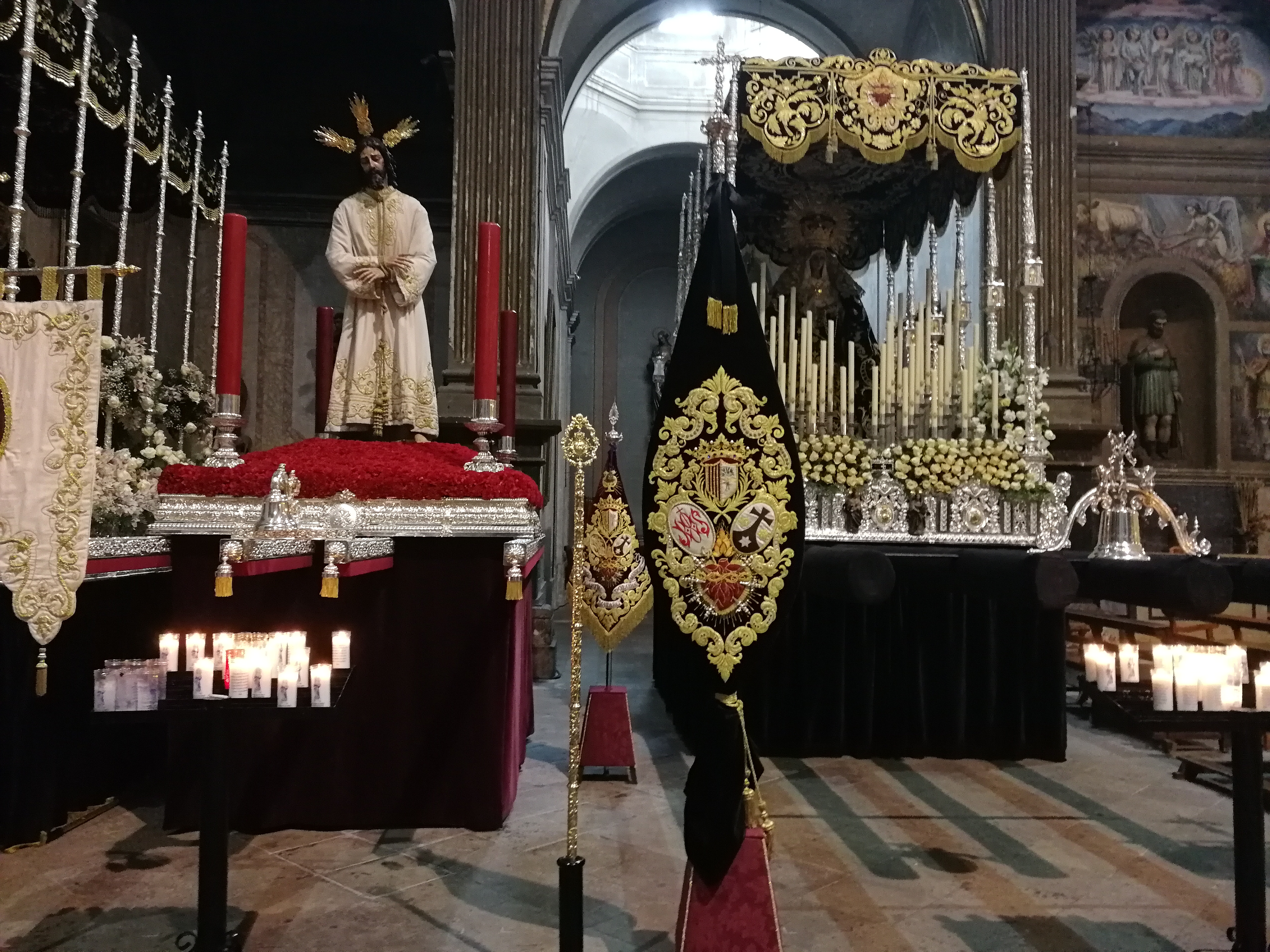
Tronos de la Hdad. Captiu Dolors preparados para salir a las calles de la ciudad el Viernes Santo.

Colores:      Capirote y túnica      CapaDías: Viernes de Dolores, Domingo de Ramos y Viernes Santo. 

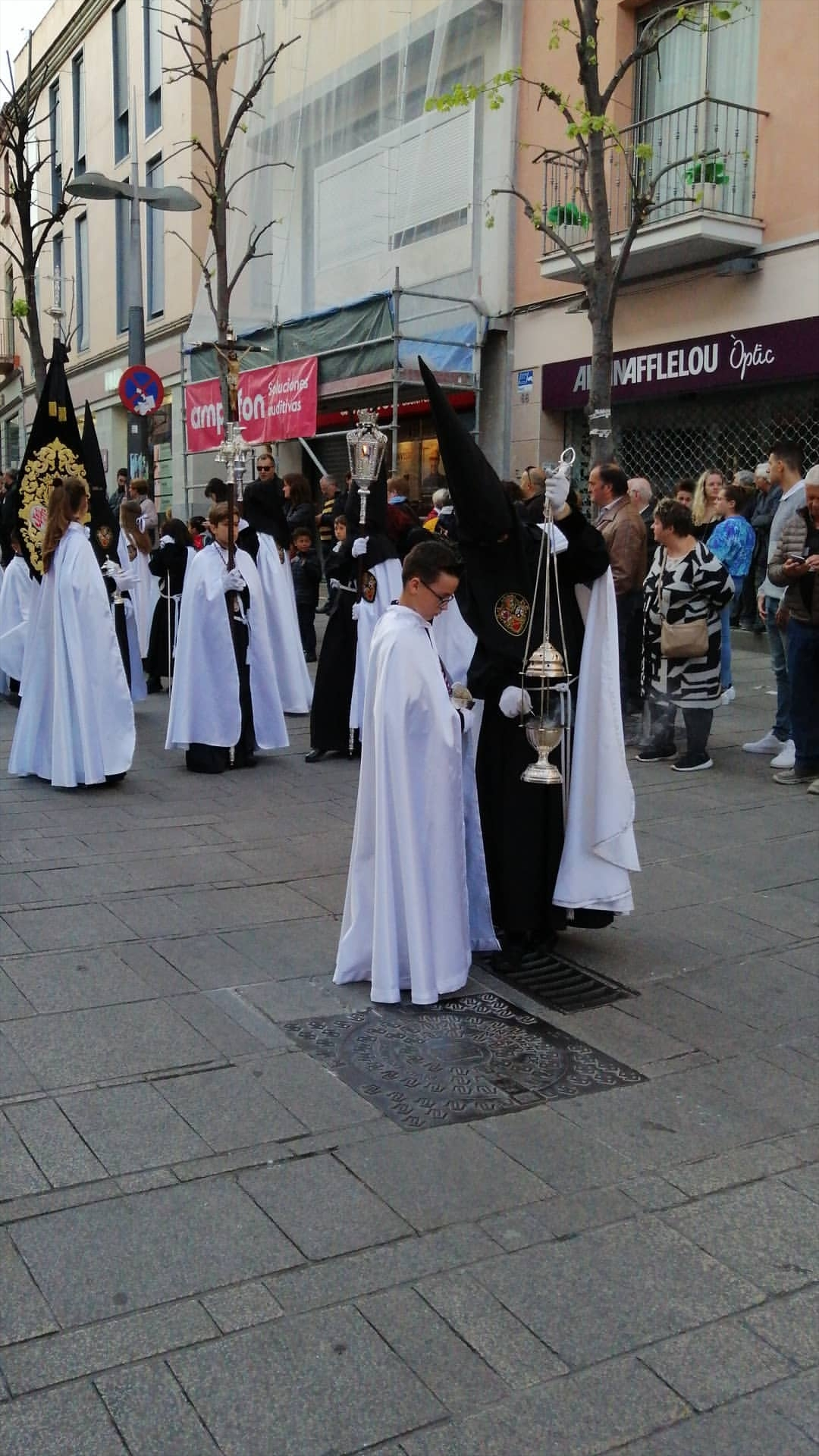
Nazarenos de la Hdad. Captiu Dolors realizando la estación de penitencia.

Predominio estilístico: Andaluz (Malagueño).
Siendo esta la Hermandad más importante y grande de la ciudad catalana, consta con el ajuar más rico e importante de la Semana Santa de Cataluña, donde destacan el trono de Jesús Cautivo, de una largada de 5 metros y realizado en madera, o el palio de la Virgen de los Dolores, titulado por la prensa como el mejor palio de Cataluña.

### Cofradía de la Coronación de Espinas y del Cristo de la Buena Muerte.
Sede Canónica: San Pablo.
Fundación: 1949, 2011 unificada oficialmente con la Buena Muerte (no-oficial desde 1987). 
Tronos: 1.
Colores:      Capirote y Cíngulo      TúnicaDías: Jueves Santo y Viernes Santo.
Predominio estilístico: Andaluz (Sevillano y Malagueño)

### Cofradía de la Verónica.
Sede Canónica: Capilla de los Salesianos.
Fundación: 1952
Tronos:1
Colores:      Capirote      TúnicaDías: Jueves y Viernes Santo.
Predominio estilístico: Catalán.
Web: -

### Hermandad de Nuestro Padre Jesús de Nazareno y Nuestra Señora de la Esperanza.
Sede Canónica: Parroquia María Auxiliadora.
Fundación: 1987
Tronos: 2.
Colores:      Capirote y túnica      CapaDías: Jueves y Viernes Santo.
Predominio estilístico: Andaluz (Sevillano).

### Cofradía del Santo Cristo de la Agonía.
Sede Canónica: San Juan Bosco
Fundación: 1606.
Tronos: 1 
Colores:      TúnicaDías: Domingo de Ramos y Viernes Santo
Predominio estilístico: Catalán.

### Cofradía de la Coronación de Espinas y del Cristo de la Buena Muerte.
Sede Canónica: San Pablo.
Fundación: 1945, 2011 unificada oficialmente con la Coronación de Espinas (no-oficial desde 1987).
Tronos: Se trata de un gran viacrucis.
Colores:      TúnicaDías: Viernes Santo.
Predominio estilístico: Catalán.

### Cofradía del Cristo de la Purísima Sangre.
Sede Canónica: ?
Fundación: ? 
Tronos: Se trata de un gran viacrucis.
Colores:      TúnicaDías: Viernes Santo Mañana.
Predominio estilístico: Catalán.

### Hermandad del Santo Sepulcro.
Sede Canoníca: Parroquia de la Esperanza.
Fundación: 1989.
Tronos: 1.
Colores:      TúnicaDías: Viernes Santo y Sábado de Gloria.
Predominio estilístico: Catalán.

### Hermandad de Nuestra Señora de la Soledad.
Sede Canónica: Parroquia de la Sagrada Familia.
Fundación: 1987.
Tronos: 1
Colores:      Túnica       Capirote y capaDías: Domingo anterior al Domingo de Ramos, Viernes Santo y Sábado de Gloria. 
Predominio estilístico: Andaluz (Malagueño).